# Nonciature apostolique en Russie
La nonciature apostolique en Russie constitue la représentation officielle du Saint-Siège à Moscou, où réside le nonce apostolique. 

## Histoire
Après près de 70 ans d’absence de relations diplomatiques entre l’Union soviétique, communiste et antireligieux, et le Saint-Siège, le 15 mars 1990, des représentations officielles sont finalement établies.
Le 5 septembre 1991, le Saint-Siège reconnaît la Russie comme successeur de l’URSS et dès 2010, un nonce apostolique arrive à Moscou, dans l’objectif, notamment, d’entretenir des relations privilégiées avec l’Église orthodoxe russe et le patriarche de Moscou. Avant cette date, la Russie voyait le Vatican comme une organisation internationale et non comme un État.

## Nonce apostolique à Moscou

### Nonce apostolique près de l'Empire russe
- Lorenzo Litta (1797-1799), également archevêque titulaire de Thèbes (de)

### Représentant du Saint-Siège près de l’Union soviétique
- Francesco Colasuonno (1990-1991), également archevêque titulaire de Truentum (de)

### Représentant du Saint-Siège près de laRussie
- Francesco Colasuonno (1991-1994), également archevêque titulaire de Truentum (de)
- John Bukovsky (1994-2000), également archevêque titulaire de Tabalta (de)
- Giorgio Zur (2000-2002), également archevêque titulaire de Sesta
- Antonio Mennini (2002-2010), également archevêque titulaire de Ferentium (de)

### Nonce apostolique près de la Russie
- Ivan Jurkovič (2011-2016), également archevêque titulaire de Corbavie (de)
- Celestino Migliore (2016-2020), également archevêque titulaire de Canosa
- Giovanni d'Aniello (2020-en cours), également archevêque titulaire de Pesto (de)